# جاك هاوس
جاك هاوس (بالإنجليزية: Jack House)‏ هو لاعب كرة قدم أسترالية أسترالي، ولد في 21 مارس 1888، وتوفي في 12 يناير 1967.

## وصلات خارجية
- جاك هاوس على موقع AustralianFootball.com (الإنجليزية)
- جاك هاوس على موقع AFLtables.com (الإنجليزية)